# Kouspádes
Kouspádes (Kouspades) är en ort i Grekland.   Den ligger i prefekturen Nomós Kerkýras och regionen Joniska öarna, i den västra delen av landet, 400 km nordväst om huvudstaden Aten. Kouspádes ligger 74 meter över havet och antalet invånare är 295. Den ligger på ön Korfu.
Terrängen runt Kouspádes är platt åt sydost, men åt nordväst är den kuperad. Havet är nära Kouspádes norrut. Runt Kouspádes är det ganska tätbefolkat, med 120 invånare per kvadratkilometer. Närmaste större samhälle är Korfu, 19,1 km norr om Kouspádes. 